# Artem Morozov
Artem Mykolayovych Morozov –en ucraniano, Артем Миколайович Морозов– (Jersón, URSS, 29 de febrero de 1980) es un deportista ucraniano que compitió en remo.
Ganó una medalla de oro en el Campeonato Mundial de Remo de 2014 y tres medallas en el Campeonato Europeo de Remo entre los años 2008 y 2015.
Participó en dos Juegos Olímpicos de Verano, en los años 2012 y 2016, ocupando el sexto lugar en Río de Janeiro 2016, en la prueba de cuatro scull.

## Palmarés internacional
| Campeonato Mundial | Campeonato Mundial       | Campeonato Mundial | Campeonato Mundial |
| Año                | Lugar                    | Medalla            | Prueba             |
| ------------------ | ------------------------ | ------------------ | ------------------ |
| 2014               | Ámsterdam (Países Bajos) | Medalla de oro     | Cuatro scull       |
| Campeonato Europeo |                          |                    |                    |
| Año                | Lugar                    | Medalla            | Prueba             |
| 2008               | Maratón (Grecia)         | Medalla de bronce  | Doble scull        |
| 2014               | Belgrado (Serbia)        | Medalla de oro     | Cuatro scull       |
| 2015               | Poznań (Polonia)         | Medalla de plata   | Cuatro scull       |